# Martimporra
Martimporra ist Verwaltungshauptstadt der Gemeinde Bimenes in der autonomen Region Asturien in Spanien.

## Geographie
Martimporra ist ein Dorf mit 16 Einwohnern (2015). Es liegt auf 292 m über NN. Innerhalb der Gemeindeverwaltung gehört der Ort zu der Parroquia San Julián. Oviedo, ist der Verwaltungssitz der Comarca, und liegt 38 km entfernt.

### Verkehrsanbindung
- Nächster internationaler Flugplatz: Flughafen Asturias in Oviedo.
- Haltestellen der FEVE oder ALSA sind in jedem Ort.
- Eisenbahnanbindung an das Netz der Renfe in Martimporra

## Klima
Angenehm milde Sommer mit ebenfalls milden, selten strengen Wintern.

## Sehenswertes
- Palacio de Martimporra aus dem 17. Jahrhundert
- Kapelle „Capilla de la Virgen del Camino“